# Eva Aeppli
Eva Maria Aeppli (Zofingen, 2 mei 1925 – Honfleur, 4 mei 2015) was een Zwitserse beeldhouwster, schilderes en stofkunstenares.

## Leven en werk
Eva Aeppli bracht haar jeugd door in Bazel, waar haar vader leraar was aan de Rudolf Steiner Schule. Zij groeide op in een antroposofisch milieu. Van 1943 tot 1945 bezocht zij de Kunstgewerbeschule in Bazel, waar zij Jean Tinguely leerde kennen. In 1946 huwde zij de Bazelse architect Hans Leu. Het huwelijk hield slechts kort stand en in 1951 trouwde zij met Tinguely. In 1952 raakte zij bevriend met Daniel Spoerri en vanaf 1953, na hun verhuizing naar Parijs in dat jaar, met de Zweedse kunsthistoricus Pontus Hulten, de kunstcriticus Pierre Restany, de galeriste Iris Clert en de kunstenaars Yves Klein, Niki de Saint Phalle en Jesús Rafael Soto. Tinguely en De Saint Phalle gingen vanaf 1955 samenwerken, woonden vanaf 1960 samen en trouwden in 1971. Aeppli trouwde op haar beurt in 1960 met Samuel Mercer, met wie zij in de omgeving van Parijs en in Omaha in de Amerikaanse staat Nebraska woonde. In 1964 ontmoette zij de beeldhouwer Jean-Pierre Raynaud, met wie zij ging samenwerken. Ook werkte zij nog met Jean Tinguely, onder andere aan het project Le Cyclop de Jean Tinguely in Milly-la-Forêt.
Het werk van Aeppli, vaak in serie of cyclus gemaakt, is sterk beïnvloed door de thema's oorlog, geweld, concentratiekamp, massavernietiging en het verlies van menselijkheid. Zij schilderde en maakte van verschillende materialen figuren of figuurgroepen, skeletten, schedels en handen.

De kunstenares woonde vanaf 2000 in de Normandische gemeente Honfleur. In 2006 werd aan haar oeuvre een overzichtstentoonstelling gewijd in het Museum Tinguely in Bazel. Van de expositie maakten ook haar Lebensbücher van 1954 tot 2002 deel uit.

## Werken (selectie)
- La Table (1965/67), sinds 1968 in het Moderna Museet in Stockholm
- Groupe de 48 (1969/70)[4], Moderna Museet
- Bijdrage aan Le Cyclop de Jean Tinguely (1969/87) in Milly-la-Forêt (Île-de-France): "Hommage aux déportés" (15 sculpturen in witte zijde en kastanjebruine velours in een spoorwegwagon van de SNCF)
- Les Planètes (1975/76), Old Omaha Association in Omaha (Nebraska)
- Garden of the Zodiac[5] in Omaha (Nebraska)
- Fountain of Erinnyesdiac in Omaha (Nebraska)
- Les Erynies, fontein met drie sculpturen in Parijs
- Le Zodiaque (1979/80), Kunsthaus Zürich
- Bijdragen aan het beeldenpark Il Giardino di Daniel Spoerri van Daniel Spoerri in Seggiano[6]:
  - Einige menschliche Schwächen (1993/94) - (nr. 14** Die andere Seite (1974/80) - (Nr. 15)
  - Furien (1977–78/1999) - (Nr. 48)
  - Die Planeten (Nr. 49)
  - Tierkreiszeichen (1979–80/1999) - (Platz 51))[7]
  - Astrologische Aspekte (1977–84/2000) - (Nr. 53)

## Expositie
- Eva Aeppli in der Fondazione "Il Giardino di Daniel Spoerri" : zur 50jährigen Freundschaft Eva Aeppli - Daniel Spoerri, Fondazione, Seggiano 1999